# Interstellar Overdrive
Interstellar Overdrive — інструментальна психоделічна композиція британської групи Pink Floyd з альбому The Piper at the Gates of Dawn, написана в 1966 році. Представлена на другій стороні оригінального британського видання грамплатівки (LP) першим за рахунком треком. Автори композиції — всі учасники групи. «Interstellar Overdrive» є першою композицією Pink Floyd, записаною в професійній студії.
У другій половині 1960-х років «Interstellar Overdrive» часто виконувалася на концертах Pink Floyd, в тому числі, на таких знаменитих лондонських андеграундних концертних майданчиках, як зал Церкви Всіх Святих, клуб «Раундхаус» і клуб «UFO», причому найчастіше саме ця композиція відкривала програму виступу групи. Interstellar Overdrive була центральною частиною таких концертів і фестивалів, як «The 14 Hour Technicolor Dream» і «Games for May». Вона найбільш яскраво відображає той імпровізаційний стиль виступів, який був характерний для ранньої творчості групи з Сідом Барреттом.
Крім видання на диску The Piper at the Gates of Dawn, основна альбомна версія композиції видавалася також на збірці 1970 року Relics. Коротка версія «Interstellar Overdrive» була включена в виданий тільки у Франції сингл 1967 року «Arnold Layne / Candy and a Currant Bun / Interstellar Overdrive». Фрагменти композиції використовувалися в документальному фільмі 1968 року Tonite Lets All Make Love in London, а також у фільмах «San Francisco» (1968) і Music Power (1969).
Поряд з такими композиціями, як, наприклад, «East-West» Пола Баттерфілда, «Interstellar Overdrive» є одним з перших тривалих інструментальних імпровізаційних психоделічних творів, що з'явилися в рок-музиці в 1960-х роках.